# Mycobacterium tuberculosis var. microti
Variété
Mycobacterium tuberculosis var. microti – anciennement Mycobacterium microti – est une variété de bactéries de la famille des Mycobacteriaceae. Comme les autres variétés de Mycobacterium tuberculosis c'est un agent infectieux responsable de la tuberculose humaine. L'infection par Mycobacterium tuberculosis var. microti est à la fois une zoonose et une maladie émergente.

## Taxonomie
Ce taxon est décrit en 1957 par G.B. Reed dans la septième édition du Bergey's Manual of Determinative Bacteriology, avec le rang d'espèce, sous le nom de « Mycobacterium microti ». Il s'agit de la première publication valide d'une espèce isolée dès 1937 par A.Q. Wells du corps d'un campagnol, chez lequel il avait causé une infection généralisée mortelle en tous points similaire à la tuberculose.
En 2018 M.A. Riojas et al. démontrent par une étude génomique comparative qu'il s'agit en fait d'un sous-taxon de l'espèce Mycobacterium tuberculosis. L'étude n'ayant pas apporté d'argument en faveur d'une élévation au rang de sous-espèce, il est préconisé par l'ICSP de le désigner comme une variété (abréviation var.) de l'espèce dans laquelle il est inclus (Appendice 10 du code de nomenclature bactérienne, révision 1990).

## Pathogénicité
La tuberculose animale à Mycobacterium tuberculosis var. microti affecte principalement des petits rongeurs tels que Microtus agrestis, Clethrionomys glareolus et Apodemus sylvaticus mais aussi la musaraigne Sorex araneus (ordre des Soricomorpha). Sa prévalence réelle est vraisemblablement sous-estimée.
Des cas sporadiques ont été décrits surtout chez des chats,,,,
mais aussi chez des cochons, des lamas d'élevage,, et divers autres mammifères.
Les cas de tuberculose humaine à Mycobacterium tuberculosis var. microti existent, aussi bien chez l'immunodéprimé que l'immunocompétent, mais ils sont relativement rares. Une forme bactériémique fatale a été décrite chez un adulte immunocompétent.